# Luis Cella
Luis Cella (Buenos Aires, 21 de febrero de 1949-22 de febrero de 2013) fue un productor de televisión argentino. Fue el histórico productor de Susana Giménez
Se desempeñó por más de 30 años como productor de televisión y de distintos espectáculos. Sus comienzos fueron en Nuevediario (1973), el noticiero central de Canal 9.
Produjo grandes programas como Mónica presenta, Telenoche y Siglo XX cambalache. 
Durante 12 años, fue el productor general del ciclo de Susana Giménez en Telefe y creador de los formatos más reconocidos del programa. La conductora le dedicó un agradecimiento especial en la entrega de los premios Martín Fierro cuando fue galardonada por sus 25 años al aire. 
Con su estilo y experiencia logró altos niveles de audiencia y marcó todo un sello en la televisión abierta.   
En cine fue productor asociado de la película Una estrella y dos cafés.  
En 2006 creó AM conducido por Leo Montero y Verónica Lozano. 
Su último trabajo fue en la dirección de Fútbol para todos desde el año 2009 hasta su fallecimiento.
Trabajó con reconocidos periodistas como Víctor Hugo Morales, Mónica Cahen D'Anvers, Canela, Andrés Percivale y Roberto Maidana, entre una larga lista. Y con artistas de la talla de Antonio Gasalla, Mercedes Sosa y Charo López. 
Luis Cella fue un reconocido hincha del Quilmes Atlético Club.

## Muerte
El 22 de febrero de 2013 falleció en el Instituto del Diagnóstico tras una operación de riñón. Sus restos descansan en el Cementerio Jardín de Paz de Pilar.